# John Paul Leon
John Paul Leon, né le 26 avril 1972 à New York et mort le 1er mai 2021, est un dessinateur de comics américain, connu pour ses travaux sur la série Static de Milestone Comics, et la série limitée Earth X de Marvel Comics.

## Biographie
John Paul Leon a commencé à travailler à l'âge de 16 ans, avec une série d'illustrations en noir et blanc pour les magazines Dragon and Dungeon de TSR.
Tout en obtenant son diplôme de la School of Visual Arts à New York, il étudie avec des artistes comme Will Eisner, Walter Simonson, et Jack Potter.
Il commence sa carrière dans la bande dessinée avec une mini-série pour Dark Horse Comics, RoboCop: Prime Suspect, et suit avec la série de DC Comics/Milestone, Static.
John Paul Leon a obtenu son Baccalauréat en Beaux-Arts de la School of Visual Arts en 1994, après quoi il a travaillé sur des séries telles que Superman, Batman et X-Men. Certaines de ses autres œuvres notables incluent Logan: Path of the Warlord, The Further Adventures of Cyclops and Phoenix et Challengers of the Unknown. Il a contribué à illustrer le guide de Superman Returns, ainsi qu'une paire de livres pour enfants sur Superman pour Meredith Books. Il a été l'artiste de The Winter Men, une minisérie pour Wildstorm/DC Comics.
En novembre 2017, il réalise les dessins de la série Batman : Créature de la nuit (Batman: Creature of the Night) pour DC Comics aux côtés du scénariste Kurt Busiek. La mini-série accuse plusieurs retards. Le quatrième et dernier numéro sort finalement en novembre 2019. Lors d'une interview, l'artiste annonce avoir des soucis de santé qui l'ont empêché de dessiner,.
Il meurt d'un cancer dans la nuit du 1er au 2 mai 2021,.

## Publications

### Dark Horse Comics
- 1992 : RoboCop (avec John Arcudi, dans Dark Horse Comics no 1 À 3)
- 1992-1993 : Robocop: Prime Suspect (dessins, avec l'écrivain John Arcudi et encrage de Jeff Albrecht)
- 2012 : Grendel: Devil's Toll

### DC Comics
- 1993-1994 : Static (dessins, avec l'écrivain Dwayne McDuffie et l'encrage de Steve Mitchell, Milestone Comics)
- 1994-1995 : Shadow Cabinet
- 1995 : Batman: Shadow of the Bat no 40-41
- 1997-1998 : Challengers of the Unknown
- 2001 : Static Shock: Rebirth of the Cool
- 2014 : Detective Comics no 35-36
- 2017 : Mother Panic no 7-9
- 2017-2019 : Batman: Creature of the Night (mini-série de 4 numéros)

### Marvel Comics
- 1996 : The Further Adventures of Cyclops and Phoenix (dessins, avec l'écrivain Peter Milligan et encrage de Klaus Janson, mini-série de 4 numéros)
- 1999-2000 : Earth X (dessins, avec les écrivains Alex Ross et Jim Krueger et encrage de Bill Reinhold)
- 2010 : Black Widow: Deadly Origin (mini-série de 4 numéros)

### Wildstorm
- 2005-2006 : The Winter Men (avec Brett Lewis, série limitée de 6 numéros)